# Occisor atratus
Occisor atratus là một loài ruồi trong họ Tachinidae.